# Radiála

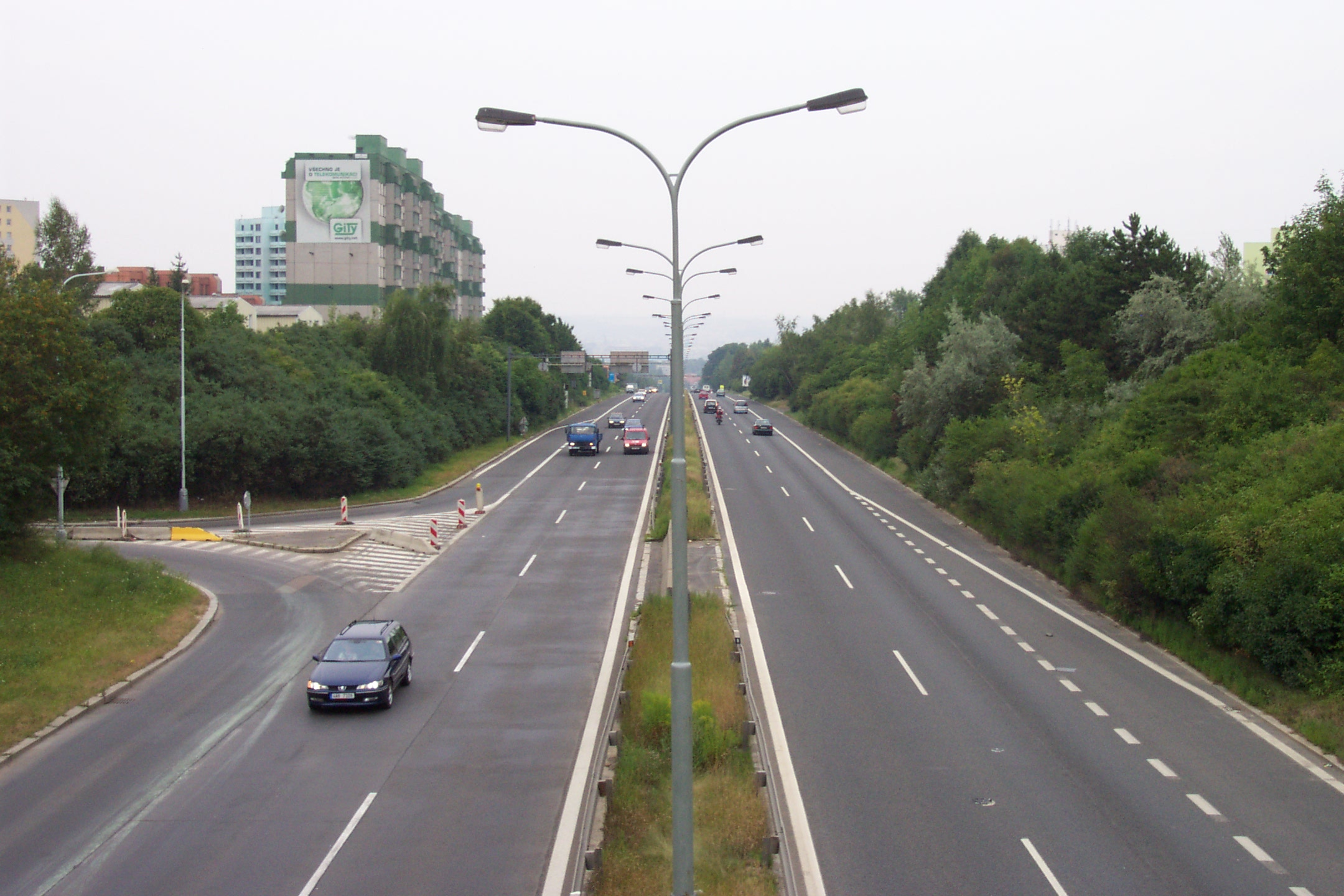
Prosecká radiála v Praze

Radiála (radiální spojení) je typ dopravního spojení z okraje (periferie) do středu určitého území (zpravidla aglomerace). Jedná se buď o pozemní komunikaci nebo dráhu, nejčastěji tramvajovou nebo železniční.
Z tohoto hlediska se radiální spojení odlišuje od tangenciálního (tangenty, tangenciály), které zajišťuje spojení z pohledu centra periferních bodů. Tangenty se zpravidla vyznačují tím, že jsou na nich menší přepravní proudy než na radiálních spojeních.
Kombinace dvou radiálních spojení se označuje jako diagonální, diametrální spojení nebo "spojení přes centrum".

## Radiála jako pozemní komunikace
Samotným slovem radiála se většinou označují městské pozemní komunikace směřující do centra. Radiály jsou stavěny především ve velkých městech, někdy spojují centrum města s vnějším silničním okruhem nebo obchvatem. Mají zpravidla charakter rychlostní komunikace s větším počtem směrově oddělených jízdních pruhů. Pro vyšší bezpečnost a pohodlnost jízdy jsou na nich někdy budovány i mimoúrovňové křižovatky.

## Radiály v Česku
- Síť pozemních komunikací v Praze
- Železniční doprava v pražské aglomeraci